# Allistar Clarke
Allistar Clarke (né le 3 octobre 1990) est un athlète de Saint-Christophe-et-Niévès, spécialiste des épreuves de sprint.

## Biographie
En 2014, il remporte la médaille d'argent du relais 4 × 200 mètres lors des premiers relais mondiaux de l'IAAF, à Nassau aux Bahamas, en compagnie de Antoine Adams, Lestrod Roland et Brijesh Lawrence.

## Palmarès
| Date | Compétition               | Lieu   | Résultat | Épreuve   | Temps         |
| ---- | ------------------------- | ------ | -------- | --------- | ------------- |
| 2014 | Relais mondiaux de l'IAAF | Nassau | 2e       | 4 × 200 m | 1 min 20 s 51 |
| 2015 | Relais mondiaux de l'IAAF | Nassau | 6e       | 4 × 200 m | 1 min 22 s 92 |

### Records
| Épreuve | Performance | Lieu           | Date         |
| ------- | ----------- | -------------- | ------------ |
| 200 m   | 21 s 67     | Providenciales | 9 avril 2007 |